# Kurt von dem Borne

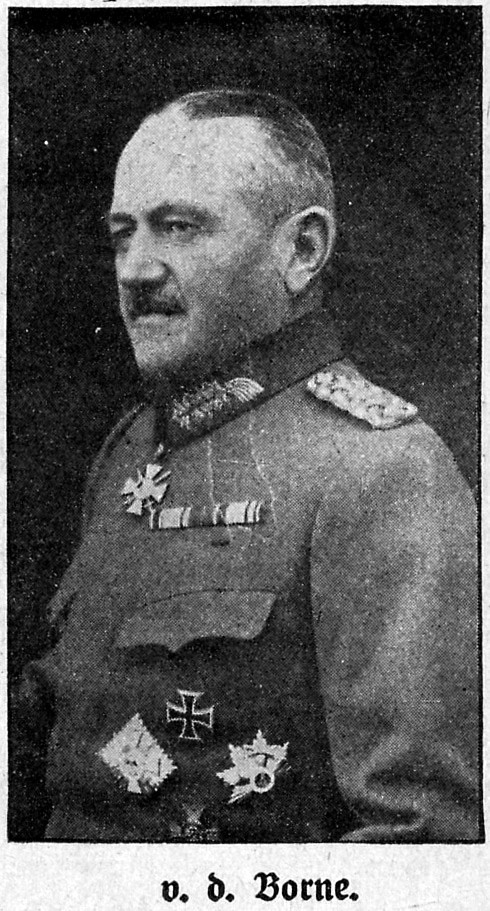
General Kurt von dem Borne

Kurt Gotthelf Kreuzwendedich von dem Borne (* 19. Mai 1857 in Frankfurt (Oder); † 22. November 1933 in Berlin-Wannsee) war ein preußischer General der Infanterie im Ersten Weltkrieg.

## Leben

### Herkunft
Kurt entstammte dem märkischen Uradelsgeschlecht von dem Borne. Er war der Sohn des preußischen Majors Albert von dem Borne (1804–1883), der in zweiter Ehe mit Mathilde von Waldow verheiratet war. Sein älterer Bruder war der Generalleutnant Hermann von dem Borne.

### Militärkarriere
Borne trat am 23. April 1874 aus dem Kadettenkorps kommend als Sekondeleutnant in das 3. Kurhessische Infanterie-Regiment Nr. 83 der Preußischen Armee in Kassel ein. Am 29. April 1879 wurde er dann nach Thorn in das 4. Pommersche Infanterie-Regiment Nr. 21 versetzt und dort am 1. Februar 1880 zum Adjutanten des II. Bataillons ernannt. In gleicher Funktion erfolgte zehn Monate später seine Versetzung zum Bezirkskommando Konitz. Dort verblieb Borne bis zu seiner Kommandierung an die Kriegsakademie am 1. Oktober 1882. Im Anschluss daran wurde er als Premierleutnant zum Großen Generalstab kommandiert sowie am 22. März 1888 in das 1. Magdeburgische Infanterie-Regiment Nr. 26 nach Magdeburg versetzt. Nach seiner Beförderung zum Hauptmann war er dort ab 16. Februar 1889 als Kompaniechef tätig. Als Major (seit 27. Januar 1898) wurde Borne am 18. August 1899 nach Frankfurt am Main in das 1. Hessische Infanterie-Regiment Nr. 81 versetzt und dort am 27. Januar 1900 zum Kommandeur des II. Bataillons ernannt.
Am 22. März 1903 erfolgte seine Ernennung zum Kommandeur der Kriegsschule Danzig, wo Borne am 20. Juli 1904 zum Oberstleutnant sowie am 14. April 1907 zum Oberst befördert wurde. Als solcher folge dann am 18. Oktober 1907 seine Ernennung zum Kommandeur des Schleswig-Holsteinischen Infanterie-Regiments Nr. 163 in Neumünster. Zeitgleich mit der Beförderung zum Generalmajor am 20. März 1911 übernahm Borne anschließend die 5. Infanterie-Brigade in Stettin, bevor er, bei gleichzeitiger Beförderung zum Generalleutnant, am 1. Oktober 1913 zum Kommandeur der 13. Division in Münster ernannt wurde. Diese unterstand dem Münsteraner VII. Armee-Korps, welches wiederum der 2. Armee zu Beginn des Ersten Weltkriegs unterstand.
Nach der Mobilmachung rückte die Division in das neutrale Belgien ein und beteiligte sich dort zunächst an der Belagerung von Lüttich. Seinen Truppen gelang dabei die Eroberung der Forts Fléron, Chaudfontaine, Hollogne und Flémalle. Anschließend kämpfte der Großverband in der Schlacht an der Sambre und rückte weiter über die französische Grenze vor. Dann im Februar 1917 wurde Borne Führer des VI. Reserve-Korps im Artois. Bei der deutschen Michael-Offensive im März 1918 stand die Gruppe Borne im Abschnitt der 17. Armee. Am 18. April 1918 wurde er zum General der Infanterie befördert. Im Juli 1918 verstärkte sein Korps die Front der 7. Armee im Raum südwestlich Reims und griff während der Zweiten Marneschlacht bei Chambrecy an. Nach der französischen Gegenoffensive aus dem Foret de la Montagne musste sich das Korps an die Aisne zurückziehen.
Nach Kriegsende erfolgte am 20. Dezember 1918 seine Ernennung zum Kommandierenden General des VI. Armee-Korps in Breslau. In dieser Funktion war Borne ab 10. Januar 1919 zugleich auch Oberbefehlshaber des Armee-Oberkommando Grenzschutz Süd. Am 28. Juni 1919 wurde er dann zu den Offizieren von der Armee versetzt und schied am 10. Juli 1919 auf eigenen Wunsch hin aus dem Militärdienst aus.

### Familie
Borne hatte fünf Kinder, darunter:
- Kurt (1885–1946), Vizeadmiral im Zweiten Weltkrieg
- Annemarie (* 1887)
- Dietrich (1891–1916), als Leutnant und Beobachter in der Feldfliegerabteilung 6 tödlich abgestürzt.

## Auszeichnungen
- Kronenorden II. Klasse mit Stern[1]
- Preußisches Dienstauszeichnungskreuz[1]
- Offiziersehrenkreuz des Lippischen Hausordens[1]
- Komtur I. Klasse des Schwertordens[1]
- Eisernes Kreuz (1914) II. und I. Klasse
- Pour le Mérite mit Eichenlaub
  - Pour le Mérite am 9. April 1918
  - Eichenlaub am 7. November 1918
- Roter Adlerorden I. Klasse mit Eichenlaub und Schwertern im September 1918